# Anexión de Texas
La anexión de Texas de 1845 fue la anexión de la República de Texas a los Estados Unidos de América como el estado número 28. El desacuerdo sobre la frontera sur llevó a la Intervención estadounidense en México (entre 1846 y 1848) en la que los EE. UU. capturó territorio adicional (conocida como la cesión mexicana de 1848) que se extiende desde México hasta el Océano Pacífico. Texas, afirmó entonces la parte oriental de este nuevo territorio, que comprende partes de la actual California, Kansas, Nuevo México, Oklahoma, California y Wyoming. Esto creó un conflictuo permanente entre Texas, el gobierno federal y el territorio de Nuevo México hasta el Compromiso de 1850, cuando estas tierras se convirtieron en partes de otros territorios de los Estados Unidos a cambio de que el gobierno federal de los EE. UU. asumiera la deuda de USD 10 millones de la República de Texas.

## Anexión

### Antecedentes
Inmigrantes anglo-americanos, principalmente del sur de Estados Unidos, comenzaron a emigrar a Texas Mexicana a principios de la década de los 1820 a petición del gobierno mexicano, que buscaba aumentar la baja densidad de población de las tierras de su frontera norte. Los anglo-americanos pronto se convirtieron en mayoría en Texas y finalmente, se desilusionaron con la autoridad mexicana. El estado de Coahuila y Texas, un estado mexicano del que Texas era parte constitutiva desde 1824, aprobó un plan para la emancipación gradual de los esclavos del estado en 1827, lo que enfureció a muchos de los colonos esclavistas que se habían mudado a Texas desde los EE. UU. del Sur y habían vivido en México menos de una década. Por estas y otras razones,  Texas declaró su independencia de México, lo que resulta en  guerra con México. En 1836, la lucha terminó y Sam Houston se convirtió en el primer presidente de la República de Texas, elegido en una plataforma que favorecía la anexión a Estados Unidos.
Por otra parte, ya desde inicios del siglo XIX, se sabía en la diplomacia española sobre las ambiciones expansionistas de los Estados Unidos, lo cual había intentado paralizarse con el Tratado de Adams-Onís, pero la Independencia de México generó una ambigüedad jurídica que intento ser aprovechada por el gobierno estadounidense para amenazar los territorios al norte de México, y también el Caribe Español, habiendo comunicaciones diplomáticas entre españoles y mexicanos por preocupación a estas ambiciones que estaban haciéndose cada vez más intensas con la independencia de Texas.

### Propuesta inicial de Texas
En agosto de 1837, Memucán Hunt, Jr., embajador de Texas en los Estados Unidos, presentó una propuesta de anexión a la administración de Van Buren. Creyendo que la anexión llevaría a una guerra con México, la administración de EE. UU. rechazó la propuesta de Texas. Después de la elección de Mirabeau B. Lamar, un opositor a la anexión, como presidente de Texas en 1838 y la negativa de los Estados Unidos a la misma, Texas retiró su oferta.

### Tratado Fallido
En 1843, el presidente John Tyler salió en apoyo de la anexión, entrando en negociaciones con la República de Texas para concretar un tratado de anexión, que presentó al Senado. El 8 de junio de 1844, el tratado fue derrotado 16 a 35, muy por debajo de la mayoría de dos tercios necesaria para su ratificación. De los 29 senadores Whig, 28 votaron en contra del tratado con solo un Whig, un sureño, que lo apoyaron. [6] Los senadores demócratas estaban más divididos sobre el tema, con seis de los demócratas del norte y un demócrata del sur oponiéndose al tratado y cinco demócratas del norte y del sur de diez demócratas apoyándolo.

### La anexión por resolución conjunta

Map of Texas and the Countries Adjacent, William Hemsley Emory, 1844

James K. Polk, un demócrata y firme partidario de la expansión territorial, fue elegido presidente de EE. UU. en noviembre de 1844 con un mandato para la adquisición tanto de la República de Texas, como del país de Oregón. Después de la elección, el gobierno de Tyler se dio cuenta de que la opinión pública estaba a favor de la anexión, consultó con el presidente electo Polk, y se dispuso a cumplir con la anexión por medio de una resolución conjunta. La resolución establecía que Texas podría ser admitido como un estado, siempre y cuando se aprobara la anexión antes del 1 de enero de 1846, que podía dividirse en cuatro estados adicionales, y que la posesión de las tierras públicas de la República, pasaría al estado de Texas después de su admisión. El 26 de febrero de 1845, seis días antes de Polk asumiera el cargo, el Congreso aprobó la resolución conjunta. Poco después, Andrew Jackson Donelson, el encargado de negocios estadounidense en Texas y el sobrino del expresidente Andrew Jackson, presentó la resolución estadounidense al presidente Anson Jones de Texas. El 4 de julio de 1845, el Congreso de Texas aprobó la oferta de los EE. UU. con un solo voto en contra y comenzó a escribir una constitución del estado. Los ciudadanos de Texas aprobaron la nueva Constitución y la ordenanza de anexión el 13 de octubre de 1845 y Polk firmó los documentos formalmente la integración de Texas en los Estados Unidos el 29 de diciembre de 1845.

## Opciones para la formación de nuevos estados
La resolución conjunta y la ordenanza de anexión contienen un lenguaje que permite la formación de un máximo de cuatro estados adicionales de los antiguos territorios de la República de Texas:

Nuevos Estados de tamaño conveniente, que no excedan de cuatro, además de dicho Estado de Texas y que tengan población suficiente, podrían, en lo sucesivo, formarse por el consentimiento de dicho Estado, a partir del territorio del mismo, los que tendrán derecho a ser admitidos en virtud de las disposiciones de la Constitución Federal.

La resolución conjunta requiere que si los nuevos estados se formaron fuera de las tierras de Texas, los del norte de la línea del Compromiso de Misuri se convertirían en estados libres y al sur de ésta podrían elegir si desean o no permitir la esclavitud. El artículo cuatro de la Constitución de EE. UU. prohíbe la creación de nuevos estados a partir de los ya existentes, sin el consentimiento tanto de la legislatura de ese estado como del Congreso. En todo caso, la división de Texas en varios estados no se ha intentado.

## Controversia legal
La controversia formal sobre la legalidad de la anexión de Texas viene del hecho que el Congreso aprobó la anexión de Texas como territorio mediante una simple mayoría en lugar de anexar el territorio con un Tratado, como se había hecho con las tierras Nativos Americanos. Luego de que los Estados Unidos y la República de Texas no pudieron llegar a un acuerdo, el Congreso pasó la Resolución Conjunta para la Anexión de Texas a los Estados Unidos La Convención de Anexión de la República de Texas luego envió la Ordenanza de Anexión para someterla a votación popular en octubre de 1845 y el público apoyó la medida. Esta ordenanza fue aprobada por la Cámara de Representantes y el Senado de los Estados Unidos y fue firmada por el presidente el 29 de diciembre de 1845. Aunque este era un extraño, si no inusual, proceso de tratado, fue aceptado en su totalidad por todas partes involucradas. Además, la Corte Suprema de los Estados Unidos decidió que la anexión por una resolución conjunta del Congreso es legal.